# Gwili Andre
Gwili Andre (nacida Gurli Andresen; 4 de febrero de 1908 - 5 de febrero de 1959) fue una modelo y actriz danesa que tuvo una breve carrera en las películas de Hollywood.

## Carrera
Nacida Gurli Andresen en Copenhague, tuvo dos hermanas. Su padre era un artista.
Andre llegó a Hollywood a principios de la década de 1930 con la intención de establecerse como estrella de cine después de trabajar como modelo en Europa. En 1930, se mudó a la ciudad de Nueva York con su primer marido, donde, según los informes, David O. Selznick la vio en el estreno de un espectáculo de Broadway. A Selznick le impresionó su belleza y le consiguió una prueba cinematográfica.
Firmó con RKO Studio y, en 1932, apareció en Roar of the Dragon y Secrets of the French Police. Si bien su llamativo aspecto se asemejaba al de Greta Garbo y Marlene Dietrich, su actuación obtuvo malas críticas. Una columnista del periódico la llamó "intérprete rígida, incolora y completamente sin talento". A pesar de las malas críticas de su actuación, RKO comenzó a usar su aspecto glamuroso para promocionar su carrera. Una amplia campaña de publicidad en prensa aseguró que su nombre y su rostro fueran bien conocidos por el público estadounidense, pero su siguiente papel en No Other Woman (1933), junto a Irene Dunne, no fue el éxito esperado por el estudio. En los años siguientes fue relegada a papeles secundarios en diversas películas, entre ellas el drama protagonizado por Joan Crawford Un rostro de mujer (1941).

## Vida personal
Andre se casó dos veces. Contrajo matrimonio con el agente de bienes raíces, mucho mayor que ella, Stanisław Mlotkowski en 1929. Se separaron en 1930 y se divorciaron en 1935. Andre luego se casó con el ingeniero William Dallas Cross, Jr. en 1943. Tuvieron un hijo, Peter Lance Cross, en febrero de 1944. Se divorciaron en 1948. 

## Últimos años
A principios de la década de 1940, la carrera cinematográfica de Andre se había estancado. Su último papel fue una pequeña intervención en una de las populares series de Falcon, The Falcon's Brother en 1942. No volvió a la pantalla, aunque pasó el resto de su vida tratando de organizar un regreso. Andre volvió a su Dinamarca natal con su hijo después de su divorcio de William Cross, Jr. pero regresó a la ciudad de Nueva York en 1954. Finalmente, se instaló de nuevo en California.
El 5 de febrero de 1959, Andre murió en un incendio que comenzó en su departamento de Venice, California, donde vivía sola. La causa del incendio nunca fue determinada. Su cuerpo fue cremado en Forest Lawn Memorial Park, y las cenizas enviadas a Dinamarca para su entierro.